# Осјечани Доњи
Осјечани Доњи су насељено мјесто у граду Добој, Република Српска, БиХ. Према попису становништва из 1991. у насељу је живјело 810 становника.

## Географија
Осјечани су требавско насеље смјештено око 15 километара сјеверно од Добоја. Налазе се на десној обали ријеке Босне. Терен се са падина Требаве спушта у долину ријеке.

## Назив
Назив потиче од ријечи одсјећи, у смислу да се село некада одсјекло, одвојило.
Прича коју причају стари сељани о поријеклу имена села је да је некада ово подручје било дио земље Градачачког бега и да су се једном сељани побунили и одсјекли и тако формирали село.

## Историја
На локацији Растика су пронађени остаци римског пољопривредног добра из 3. или 4. вијека на коме су служени римски војници производили храну за војску и коње. У Осјечанима је 1858. букнула Требавска буна против османске власти. Буну је предводио прота Павле Трифуновић, кога су Османлије 1858. убиле у Осјечанима на кућном прагу. Велики број Осјечанаца је учествовао у пробоју солунског фронта током Првог свјетског рата. Прва пушка на добојском подручју у Другом свјетском рату је пукла у Осјечанима. Стари центар насеља се налазио код рјечице Телице, гдје је по предању била стара црква „која је омркла, али није осванула“. Жељезничка пруга је изграђена након Другог свјетског рата, а центар насеља се преселио крај пруге, гдје је изграђен Дом културе и премјештена школа. Прије изградње пруге, центар насеља се налазио код цркве Ваведења пресвете Богородице.

## Култура
Храм Српске православне цркве је посвећен Ваведењу пресвете Богородице. Подигнут је одмах након аустроугарске окупације 1881. године, када је Србима након османске окупације први пут дозвољено да граде цркве од тврдог материјала. Цркву су двије године заједно градили становници Осјечана и околних села. Храм је обнављан 1964, затим 1981. и 1998. године. Нови иконостас је 2001. постављен на мјесто старог, а освештао га је епископ зворничко-тузлански Василије Качавенда. На простору Осјечана су прије изградње садашње цркве постоје три цркве брвнаре које су запалиле Османлије. На цркву је постављена спомен-плоча у знак сјећања на проту Павла Трифуновића. Натпис на спомен-плочи гласи:
| „ | У знак сјећања на проту Павла Трифуновића који је 1858. повео народ Осјечана у Требавску буну против Турака. Народ Осјечана и Требаве, љета господњег 2008. | ” |

### Споменици
Споменик је подигнут у знак сјећања на 47 погинулих бораца Војске Републике Српске у Одбрамбено-отаџбинском рату 1992-1995. Лоциран је на раскрсници путева, испред локалне полицијске станице.
Споменик устанку је старији споменик посвећен народноослободилачкој борби. Изграђен је 1981. године у традиционалном стилу од бетона и висине је око 4 метра. Аутори споменика су: Драго Хандановић умјетник, архитекте: Сава Кривокапић и Петар Вајдић. Ово је захвалност за први устанак у добојском крају током Другог свјетског рата.
Споменик се састоји од великог бетонског обелиска са звијездом петокраком креираном у рељефу у горњем дијелу споменика. Облик звијезде вири из споменика на његовој десној страни, када се посматра са сприједа. У центру споменика је спомен плоча, направљена од црног камена са сљедећим натписом:
"На овом мјесту 23. августа 1941. године нападом на жандармеријску касарну огласила се прва устаничка пушка када је народ добојског краја на позив Комунистичке партије Југославије и Друга Тита кренуо у оружану борбу против фашистичког окупатора и домаћих издајника. 23.августа 1981. године Радни људи и грађани добојске општине"
Споменик је ограђен кратком металном оградом постављеном у бетонску подлогу. Постоји капија испред ограде, која преко бетона води до платоа на коме је постављен споменик. Уз плато се налазе два јарбола; по један са обје стране. Данас ови држе заставе СФР Југославије и ентитета Републике Српске. Чини се да су заставе направљене од танког лима метал. Локација је у добром стању и изгледа добро одржавана.
Споменик се налази на подручју између жељезничке пруге и главног магистралног пута на улазу у село из села Бушлетић.

## Образовање
Прва школа је према доступним подацима основана 1852, иако према казивању становника она постоји од 1830. Прва школа је направљена на простору поред цркве брвнаре, односно садашњег храма Ваведења пресвете Богородице. Школа је изгорила, а обновљена је након изградње храма 1881.

## Саобраћај
Кроз насеље пролази пут Добој — Модрича, који је изграђен 1893. У Осјечанима се налази и жељезничка станица Жељезница Републике Српске.

## Становништво
Становници Осјечана се називају Осјечанци.
| Националност       | 1991. | 1981. | 1971. | 1961. |
| Срби               | 741   | 747   | 958   | 1.089 |
| Југословени        | 24    | 52    | 7     |       |
| Хрвати             | 2     | 6     | 3     | 2     |
| Муслимани          | 1     |       |       | 1     |
| Македонци          |       | 1     |       |       |
| Мађари             |       |       | 1     |       |
| Словенци           |       |       |       | 1     |
| Албанци            |       |       |       | 1     |
| остали и непознато | 42    | 1     |       | 5     |
| Укупно             | 810   | 807   | 969   | 1.099 |

| Демографија | Демографија | Демографија |
| Година      | Становника  | Становника  |
| ----------- | ----------- | ----------- |
| 1961.       | 1.099       |             |
| 1971.       | 969         |             |
| 1981.       | 807         |             |
| 1991.       | 810         |             |

### Презимена
У Осјечанима Доњим постоји више различитих презимена, од који је најбројније презиме Симић.
- Симић
- Дујуић (Симић), Симићи-Дујићи, славе Јовањдан[1]
- Аџић (Симић), Симићи-Аџићи, славе Игњатдан[1]
- Орозовић (Симић), Симићи-Орозовићи, славе Ђурђиц[1]
- Ковачевић (Симић), Симићи-Ковачевићи, славе Сименудан[1]
- Пушевић (Симић), Симићи-Пушевићи, славе Стјепандан[1]
- Гојковић (Симић), Симићи-Гојковићи, славе Никољдан[1],

Од осталих презимена ту су:
- Митровић[1]
- Марковић[1]
- Чакаревић[1]
- Блесић, славе Никољдан[1]
- Ђуричић, славе Никољдан,
- Кузмановић, славе Свеу Петку,
- Тешић,
- Мишић,
- Божић,
- Стјепић
- Мићић, досељени из Церовог гаја итд.

## Знамените личности
- Чедомир Јаћимовић, организатор устанка у добојском крају у Другом свјетском рату[6]
- Саво Божић, српски православни свештеник, духовни вођа и просветитељ требавско-посавског краја[1]
- Павле Трифуновић (Осјечани — Осјечани, 1858), протојереј СПЦ, вођа Требавске буде у Осјечанима[1]
- Младен Плоскић, српски каратиста, најбољи спортиста Републике Српске 2011.[1]